# کامی کلودل ۱۹۱۵
کامی کلودل ۱۹۱۵ (به فرانسوی: Camille Claudel 1915) فیلمی در ژانر زندگینامه‌ای و درام به کارگردانی برونو دومن است که در سال ۲۰۱۳ منتشر شد. از بازیگران آن می‌توان به ژولیت بینوش اشاره کرد.
این فیلم بر اساس زندگی کامی کلودل (۱۸۶۴–۱۹۴۳)، مجسمه‌ساز و هنرمند گرافیک اهل فرانسوی، ساخته شده شده‌است.